# Елховка (Ивановская область)

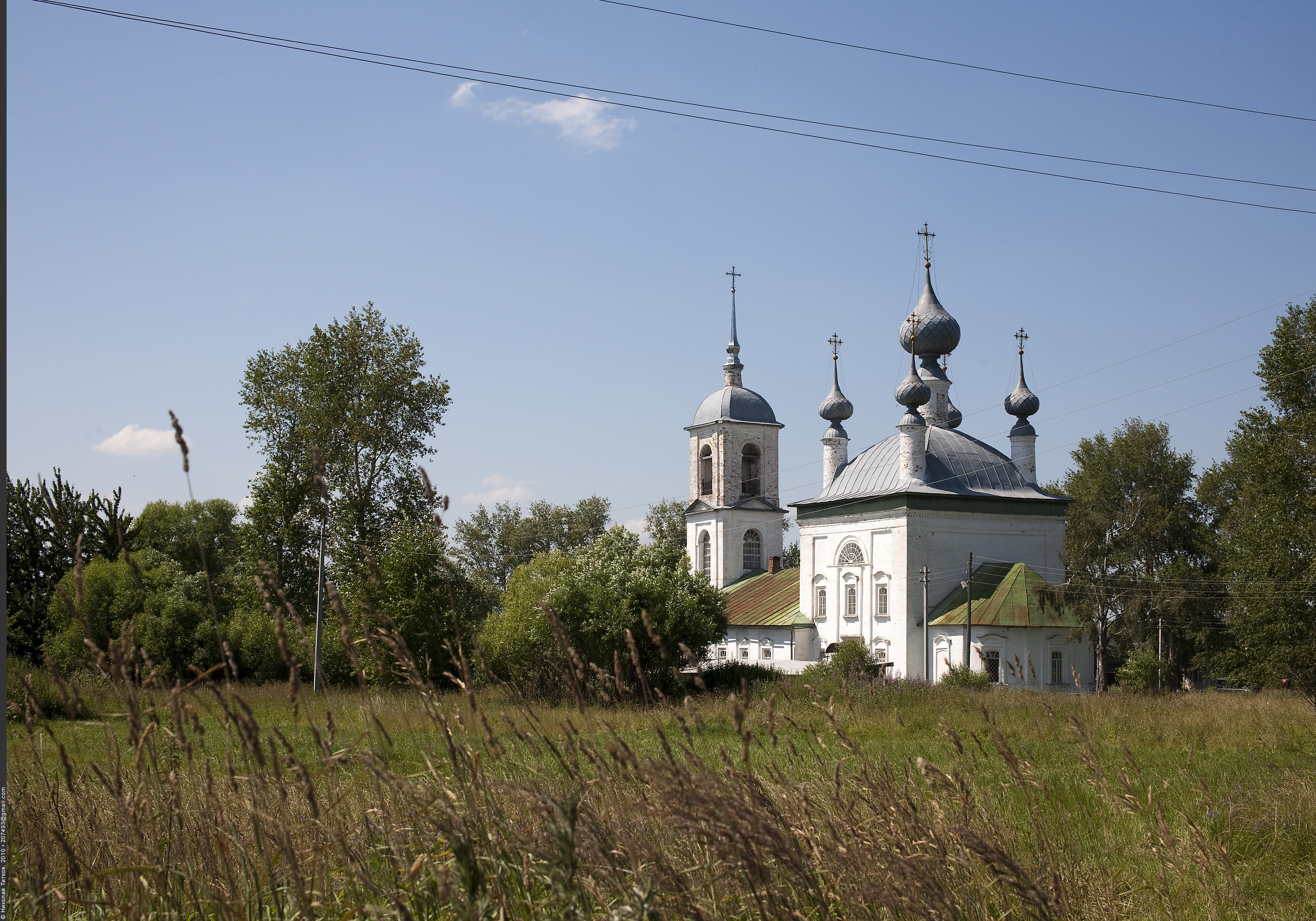
Церковь в Елховке

Елховка — село в Тейковском районе Ивановской области России, входит в состав Морозовского сельского поселения.

## География
Село расположено на берегу речки Синюха в 13 км на юг от центра поселения села Морозова и в 38 км на юг от райцентра города Тейково.

## История
В 1827 году на средства прихожан в селе была построена каменная церковь с колокольней и оградой. Престолов в церкви было три: в холодной — в честь Введения во храм Пресвятой Богородицы, в теплом приделе на правой стороне — в честь Казанской иконы Божьей Матери, на левой — во имя Святителя и Чудотворца Николая. В церкви хранились копии с метрических книг с 1800 года. В 1893 году приход состоял из села (60 дворов) и деревень Харитоново, Пеньково, Ильинская, Лазарьково. Всех дворов в приходе 184, мужчин — 505, женщин — 575. С 1891 года в доме псаломщика была открыта школа грамотности.
В конце XIX — начале XX века село входило в состав Кибергинской волости Суздальского уезда Владимирской губернии.
С 1929 года село входило в состав Сокатовского сельсовета Тейковского района, с 2009 года — в составе Морозовского сельского поселения.

## Население
| 1859 | 1905 | 2010 |
| ---- | ---- | ---- |
| 358  | ↗459 | ↘426 |

## Достопримечательности
В селе находится действующая церковь Введения во храм Пресвятой Богородицы (1827)